# Agave de-meesteriana
Agave de-meesteriana är en sparrisväxtart som beskrevs av Georg Albano von Jacobi. Agave de-meesteriana ingår i släktet Agave och familjen sparrisväxter. Inga underarter finns listade i Catalogue of Life.

## Bildgalleri

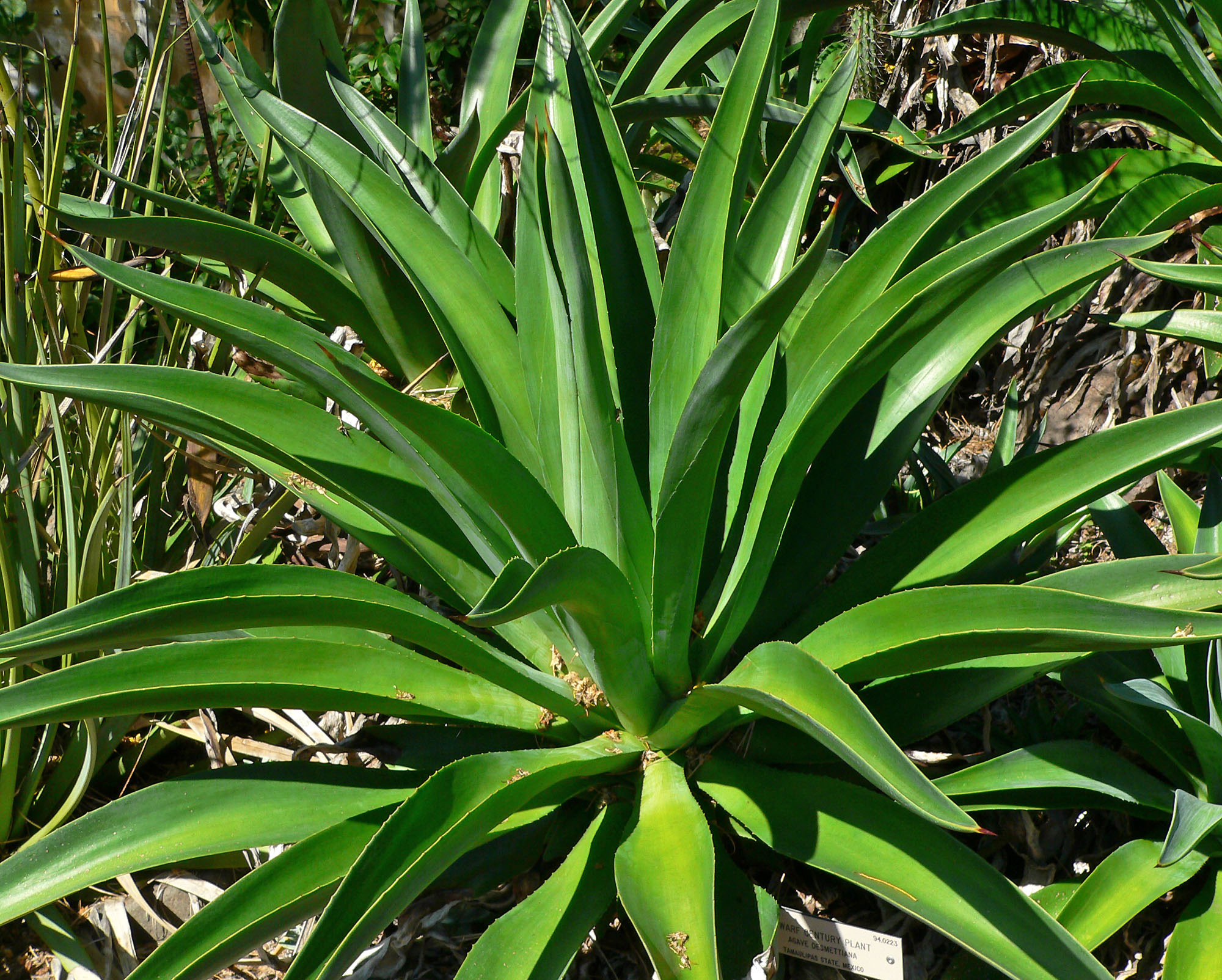
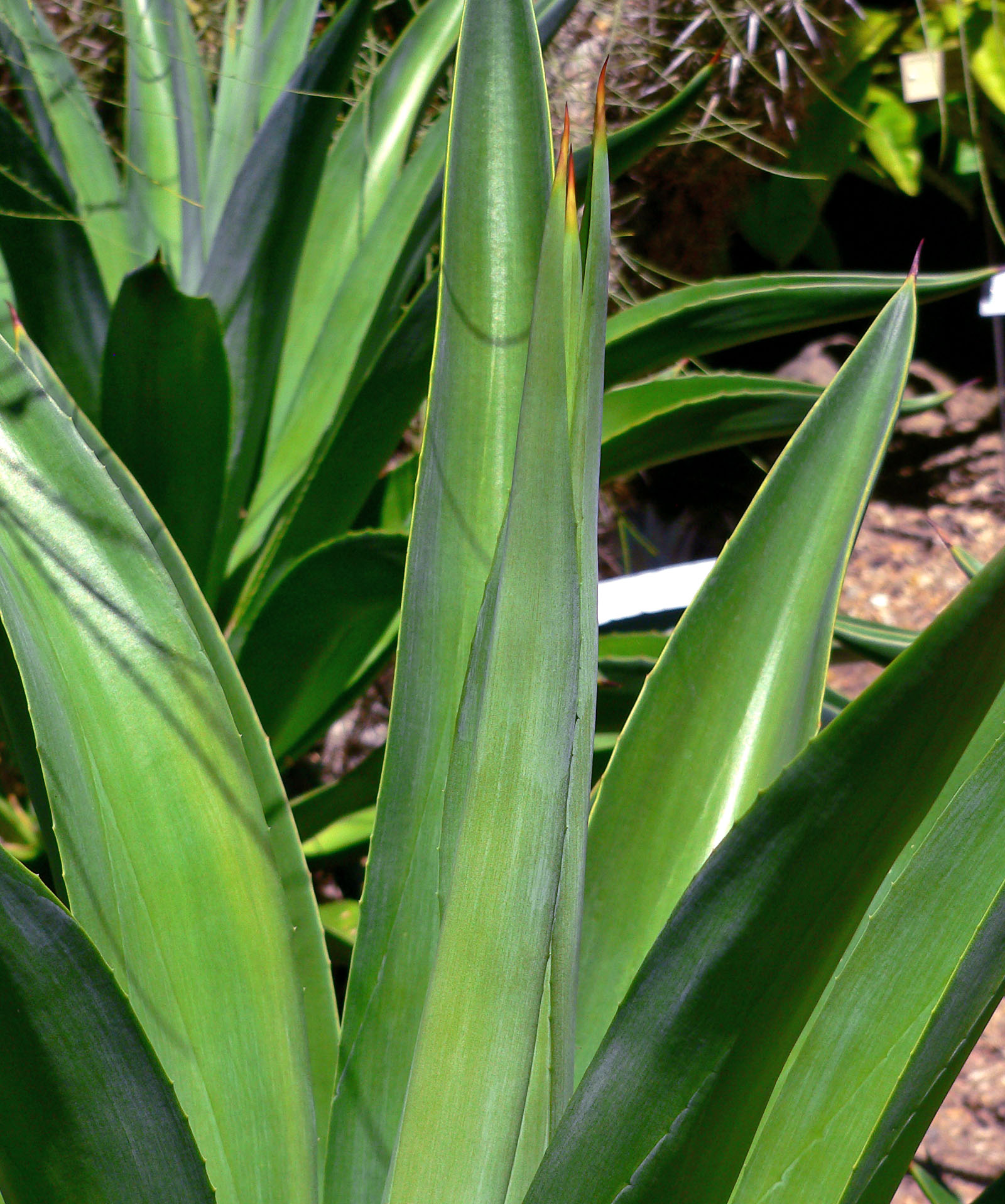
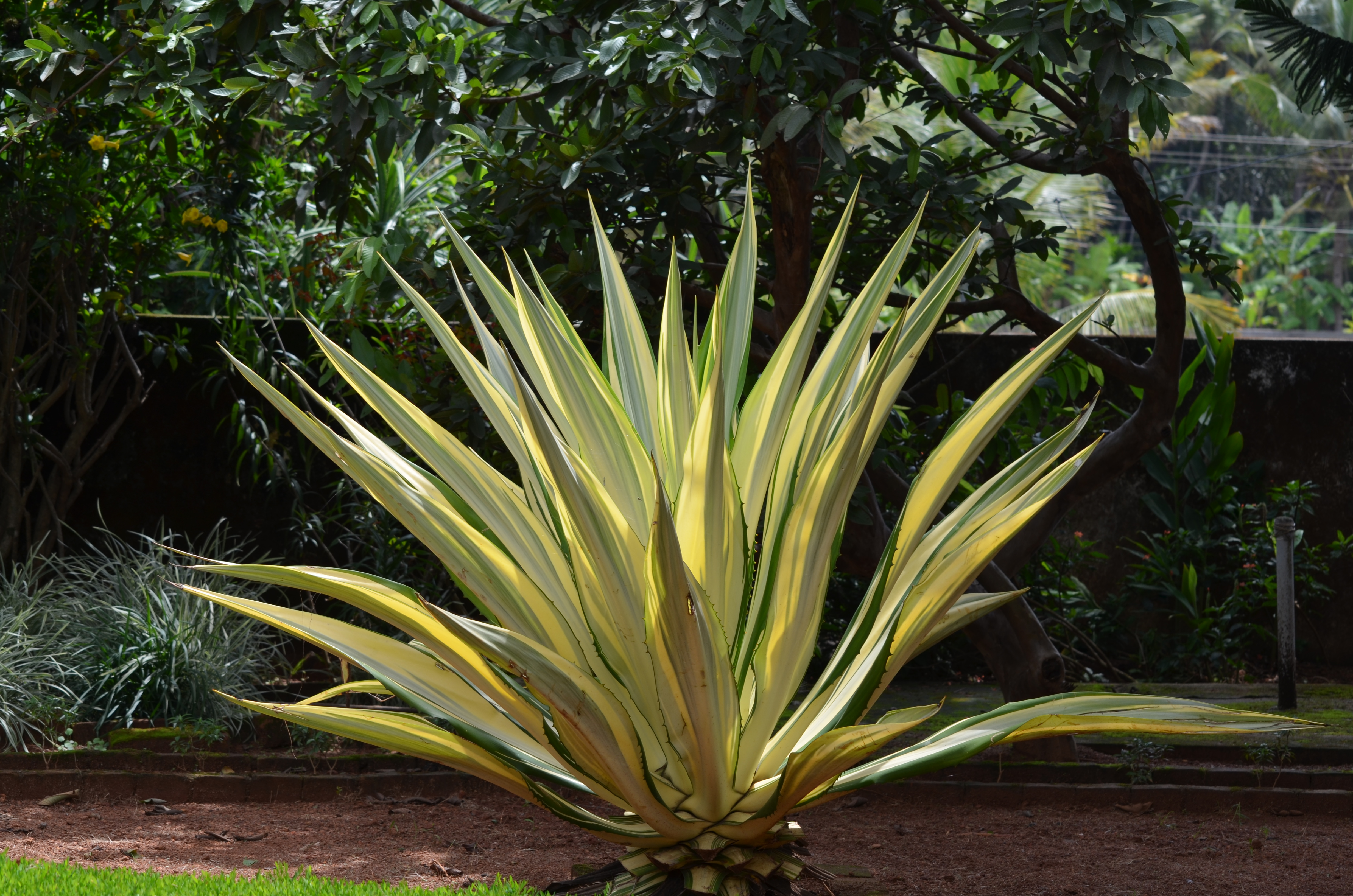
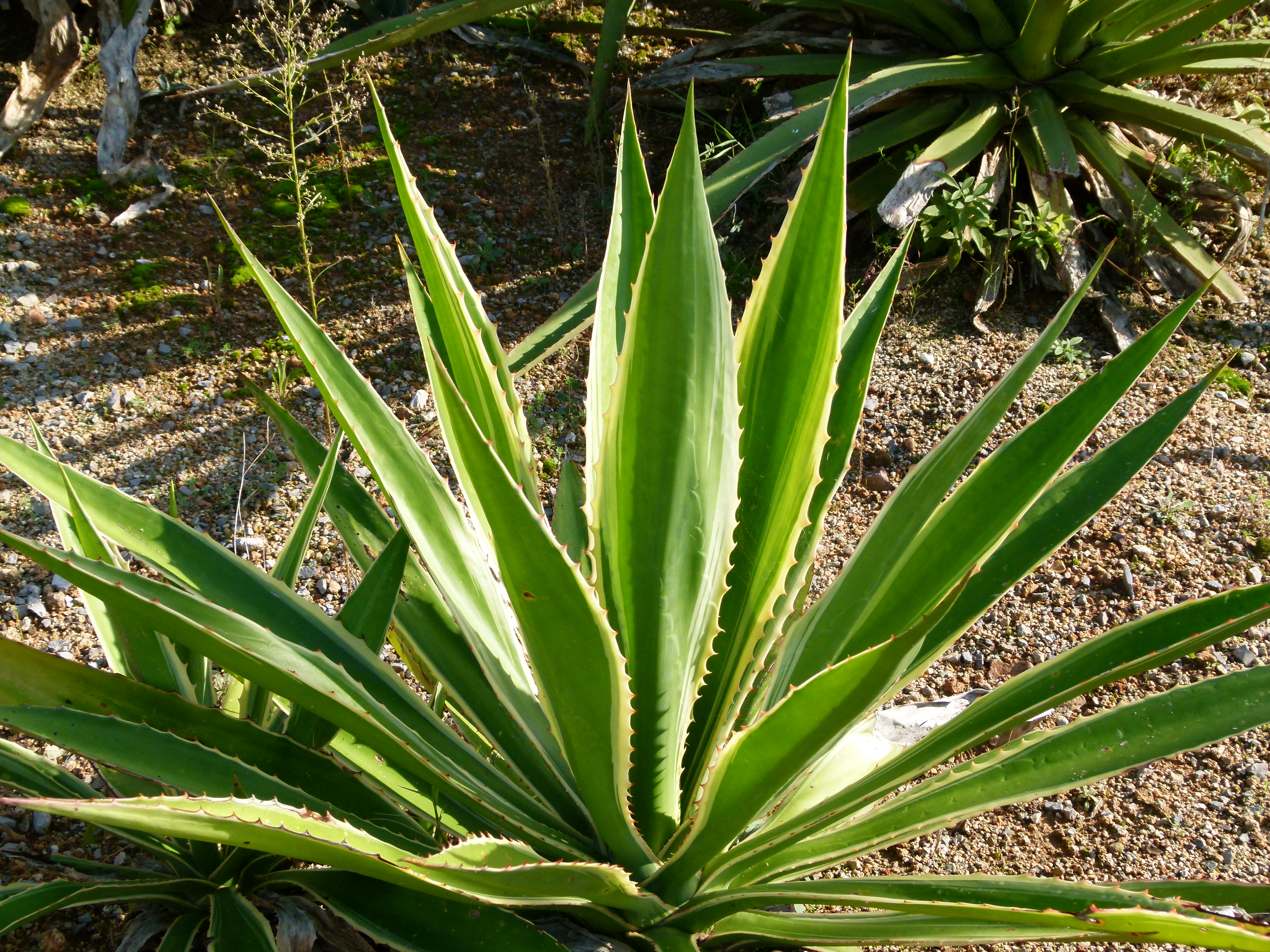